# Hegelstraße 3/5 (Weimar)

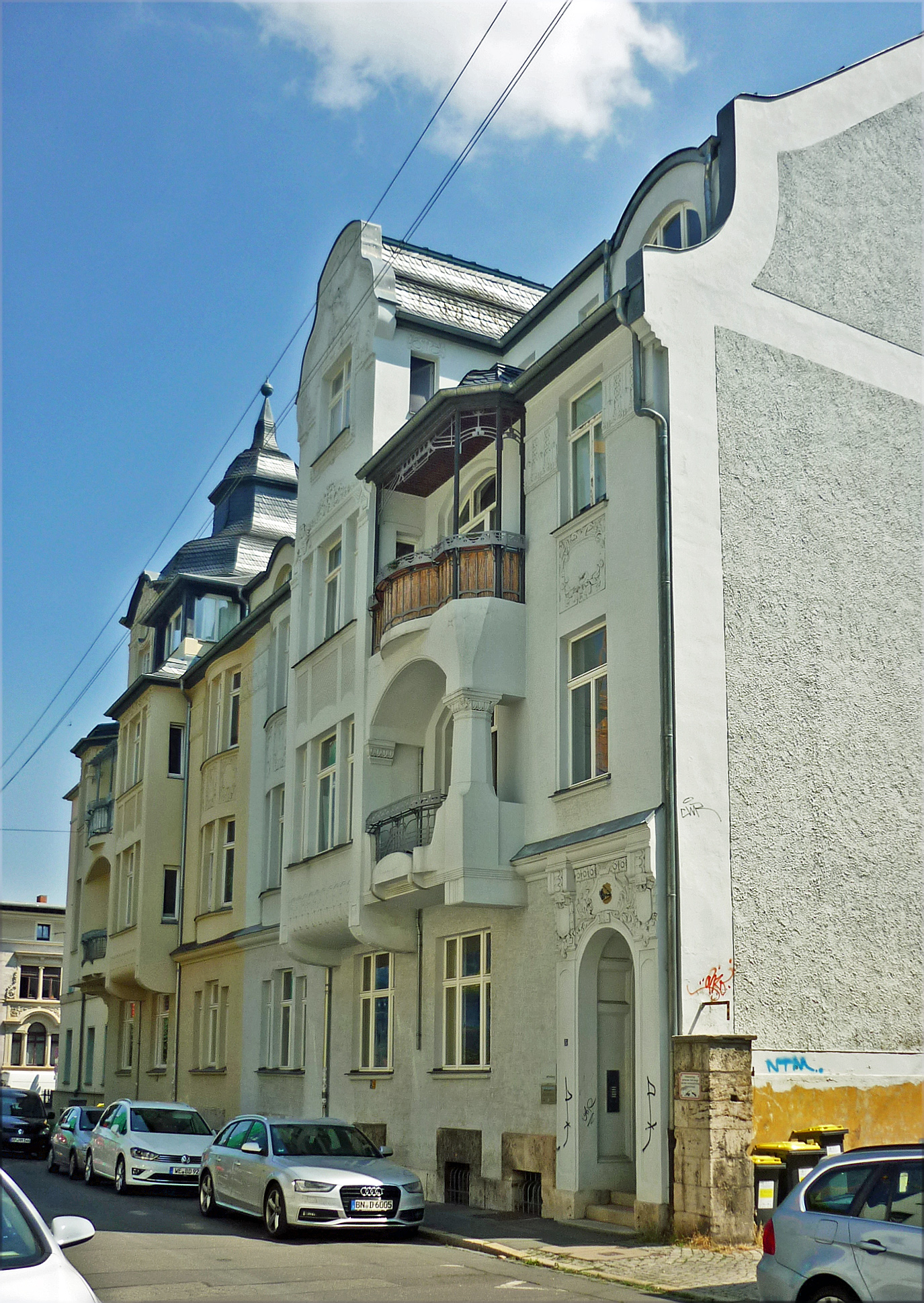
Hegelstraße 3/5

Das Doppelwohnhaus Hegelstraße 3/5 ist ein mehrgeschossiges Wohnhaus des Jugendstils in Weimar.

## Geschichte
Das Gebäude entstand 1904/05 nach einem Entwurf von Rudolf Zapfe, der zugleich auch Bauherr war. Das dreigeschossige Wohnhaus ist vollständig unterkellert. Der mit verschiefertem Mansarddach versehene verputzte Ziegelbau ist dominant im Straßenraum. Die über dem Sockelbereich liegenden Geschosse sind glatt verputzt, während das Erdgeschoss mit Rauputz versehen ist. In den Obergeschossen sind an den Wandflächen Jugendstilornamente zu sehen. Auf einem Giebel ist im Textfeld über der Gesichtsmaske die Jahreszahl 1905 zu sehen. Über der Nordwestecke erhebt sich ein geschosshoher pavillonartiger Aufsatz mit Schweifhaube. Der voluminöse Baukörper wird durch Erker und Balkone betont. Im Dachbereich sind Dachgauben und weitere Aufbauten vorhanden. Im Innern blieben das Raumgefüge und die wandfeste Ausstattung der Bauzeit großenteils erhalten. Dazu zählen u. a. Keramikfliesen im Hausflur, die zweiläufige Holztreppe, Bleiglasfenster der Firma Wilhelm Franke aus Naumburg/Saale, Stuckdecken. Einer der Bewohner im Haus Hegelstraße war der Bildhauer Adolf Brütt, woran seit 1999 eine Gedenktafel erinnert.